# Dicranomyia (Dicranomyia) tahanensis diengensis
Dicranomyia (Dicranomyia) tahanensis diengensis is een ondersoort van de tweevleugelige Dicranomyia (Dicranomyia) tahanensis uit de familie steltmuggen (Limoniidae). De ondersoort komt voor in het Oriëntaals gebied.